# Оливейра, Домингуш
 Доми́нгуш Аугу́шту А́лвеш да Ко́шта Оливе́йра  (порт.  Domingos Augusto Alves da Costa Oliveira , 31 июля 1873, Лиссабон — 25 декабря 1957, Лиссабон) — португальский военный и политик, премьер-министр Португалии в 1930 — 1932 годах.

## Биография
Домингуш Аугушту Алвеш да Кошта Оливейра родился 31 июля 1873 года в Санта-Мария де Белем, Лиссабон в семье Аугушту Жозе да Кошты де Оливейры (порт. Augusto José da Costa de Oliveira) и его жены Виоланты Клары Алвеш (порт.  Violante Clara Alves ). Окончил кавалерийское отделение Военной школы, после чего служил во 2-м уланском полку (полку Королевы) и в 1-м уланском кавалерийском полку в Элваше. Сделал успешную военную карьеру и к 1910 году командовал 2-м уланским полком. В период революции 1910 года остался верным монархии. В период Первой республики продолжил службу в вооружённых силах, командовал кавалерийской бригадой в Алентежу и 3-м военным округом с штабом в Томаре. В январе 1915 года Домингуш Оливейра участвовал в т. н. «Движении шпаг», приведшем к власти правительство генерала Жоакима Пименту ди Каштру. В 1925 году он стал генералом по должности.
В период Национальной революции 1926 года Домингуш Оливейра командовал кавалерийской бригадой в Эштремоше и поддержал националистическое движение генералов Мануэла Гомиша да Кошты и Антониу Ошкара Кармоны. В 1927 году он был назначен военным губернатором Лиссабона и 5 мая 1928 года получил звание генерала.

### Премьер-министр
Будучи влиятельным военным, Домингуш Оливейра после стабилизации режима Национальной диктатуры, был 21 января 1930 года, по рекомендации министра финансов Антониу ди Салазара, назначен Президентом Совета министров. Его правительство осуществило переход от Национальной диктатуры к Новому государству. Он активно участвовал в создании правящей партии Национальный союз, содействовал изменению конституции 1911 года и в преследованиях оппозиции. 25 июня 1932 года генерал Оливейра подал в отставку, чтобы дать возможность профессору Салазару возглавить правительство.

## После отставки
В июле 1932 года генерал Домингуш Оливейра вернулся на пост военного губернатора Лиссабона (командующего столичным военным округом). В этом качестве он выполнял важные государственные миссии, в том числе представлял Португалию на коронации короля Великобритании Георга VI в 1937 году. В том же году он выступил против военной реформы, предложенной будущим военным министром Сантушем Коштой и в 1938 году, несмотря на близость к Салазару, подал в отставку и был переведён в резерв армии. Салазар вновь привлёк его на государственную службу и в 1942 году Домингуш Оливейра стал председателем Верховного суда военной юстиции, а в 1949 году членом Государственного совета. В 1952 году он занял почётный пост Канцлера военного ордена Башни и Меча.
 Домингуш Аугушту Алвиш да Кошта Оливейра  скончался 25 декабря 1957 года в городе Лиссабоне.

## Частная жизнь
Домингуш Оливейра был женат на Эужении Вианкард Суариш (порт. Eugénia Biancard Soares; род. 31.01.1877). У них было два сына: Аугушту Суариш ди Оливейра (порт. Augusto Soares de Oliveira; род. 23.11.1895) и Жозе Суариш ди Оливейра (порт. José Soares de Oliveira; род. 28.11.1900) и четыре дочери:
- Мария Аугушта (порт. Maria Augusta Soares de Oliveira)
- Гульермина (порт. Guilhermina Soares de Oliveira)
- Мария Кристина (порт. Maria Cristina Soares de Oliveira)
- Мария Эужения (порт. Maria Eugénia Soares de Oliveira; род. 23.06.1902)[1]

Генерал Домингуш Оливейра был энтузиастом верховой езды, членом учредительного комитета Португальского конного общества и опубликовал ряд работ о породах лошадей Пиренейского полуострова и их происхождении. Его считали скромным и консервативным человеком, а после того, как он стал главой правительства — и личным другом Антониу ди Салазара.

## Сочинения
- Domingos Augusto Alves da Costa Oliveira, Raças Cavalares e Marcas a Ferro. Lisboa : Editores Fernandes e Ca. Lda., 1931 ([4 p.], 478 p., [2 p] : il. ; 24 cm) [Nota: existem 2 edições].